# Ланська (станція)

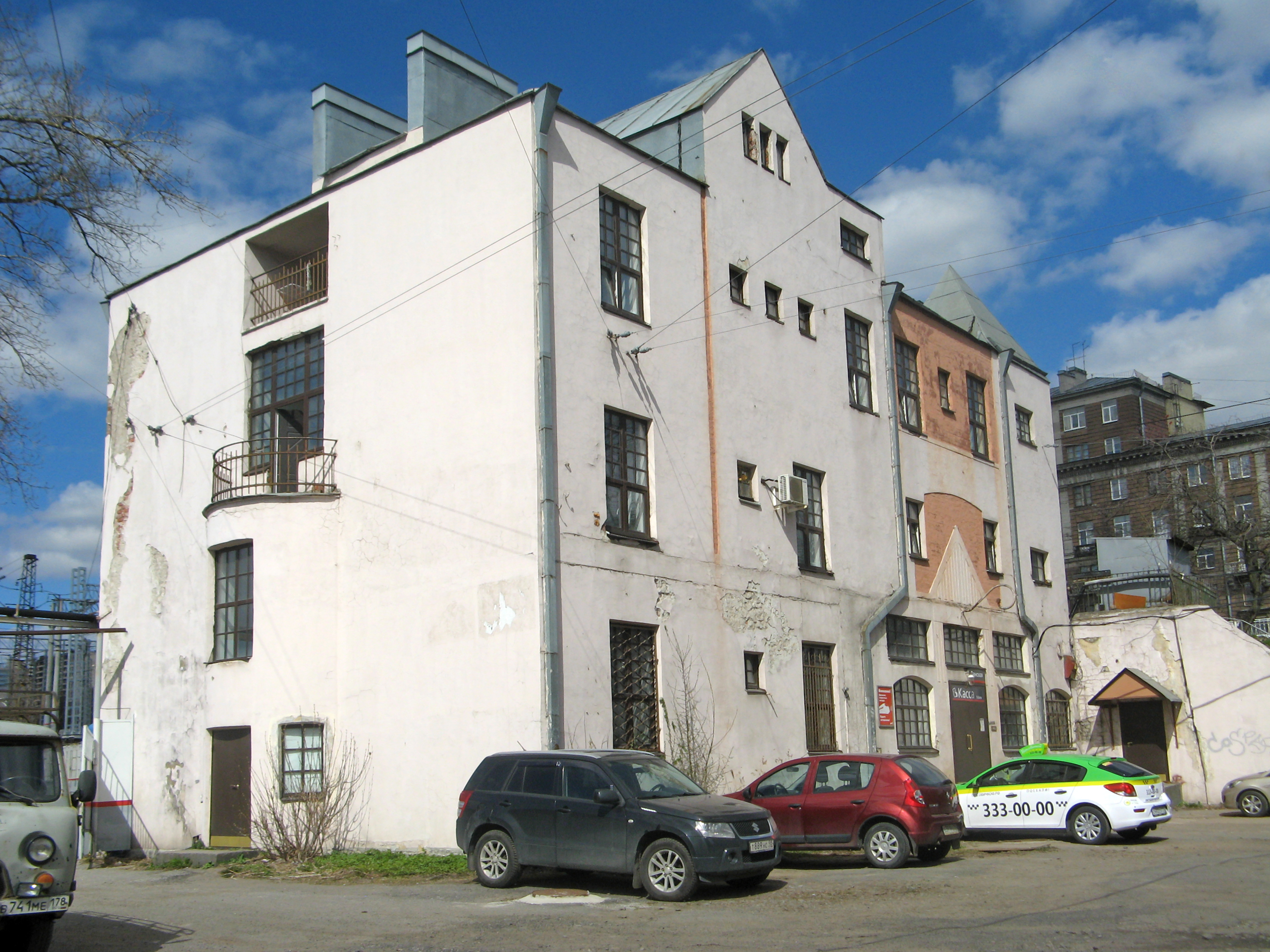
Будівля вокзалу

Ланська — вузлова залізнична станція в історичному районі Ланська на двоколійній електрифікованій дільниці Виборзького напрямку Жовтневої залізниці між Санкт-Петербург-Фінляндський і станцією Шувалово. Також від станції відходить одноколійна (дві колії прямують тільки до наступної станції Нове Село) електрифікована лінія на Сестрорецьк, що має сполучення з основним напрямком в Білоострові і сполучна лінія зі станцією Кушелівка (Приозерський та Іріновський напрямки).
На станції зупиняються всі електропоїзди, прямуючі з Санкт-Петербург-Фінляндський в бік Виборгу та Сестрорецька, крім швидкісних.
Станція розташована на насипу, між платформами двох напрямків розташована Сердобольська вулиця.

## Історія
Станція була відкрита в 1869 році в складі Фінляндської залізниці. Перше дерев'яна будівля вокзалу була спроектована архітектором Вольмаром Вестлінгом.
Нова кам'яна чотириповерхова будівля вокзалу була побудована в 1910 році фінським архітектором Бруно Гранхольмом в стилі «Північного модерну». На початок ХХІ століття розташована у залізничного насипу, нижче рівня полотна. Будівля вокзалу є пам'яткою архітектури регіонального значення.
У 1934 році до станції підведені колії від Нового Села, і вона стала приймати потяги на Сестрорецьк.
Одночасно з електрифікацією залізниці до 4 серпня 1951 року на станції були влаштовані високі платформи.

## Опис
Станція розташована на насипу, колії прямують 2 шляхопроводами над Сердобольською вулицею. У північній (парній) горловині станції колії прямують шляхопроводом над проспектом Випробувачів і шляхопроводом над Ланським шосе. Відразу за Ланським шляхопроводом відгалужується непарна колія на Сестрорецьк, прямуючі вниз і далі під головним ходом. Над Великим Сампсоніївським проспектом та Інститутським провулком розташовані по два шляхопроводи, два двоколійних для поїздів від і на Санкт-Петербург-Фінляндський та від/на Кушелівку, інші два одноколійні тільки від/на Кушелівку. Є ще один одноколійний шляхопровід біля вхідного світлофора з боку Кушелівки над Землеробською вулицею.
Платформа непарного напрямку (на Виборг та Сестрорецьк) знаходиться на північ від шляхопроводу над Сердобольською вулицею. На північ від шляхопроводу також примикає парна колія з Сестрорецьку (до головного ходу вона підходить ще перед шляхопроводом над Ланським шосе, і до примикання до головного ходу є поруч з ним). Платформа парного напрямку (на Санкт-Петербург-Фінляндський) знаходиться на південь від шляхопроводу.
З обох платформ влаштовані сходові спуски на тротуари Сердобольської вулиці.
На станції 3 колії: дві головні, на які прибувають електропоїзди та одна для вантажних поїздів, на неї можуть прийматися потяги вагою до 3500 т. Ця колія відходить на Кушелівку на південь від станції.

## Фотогалерея

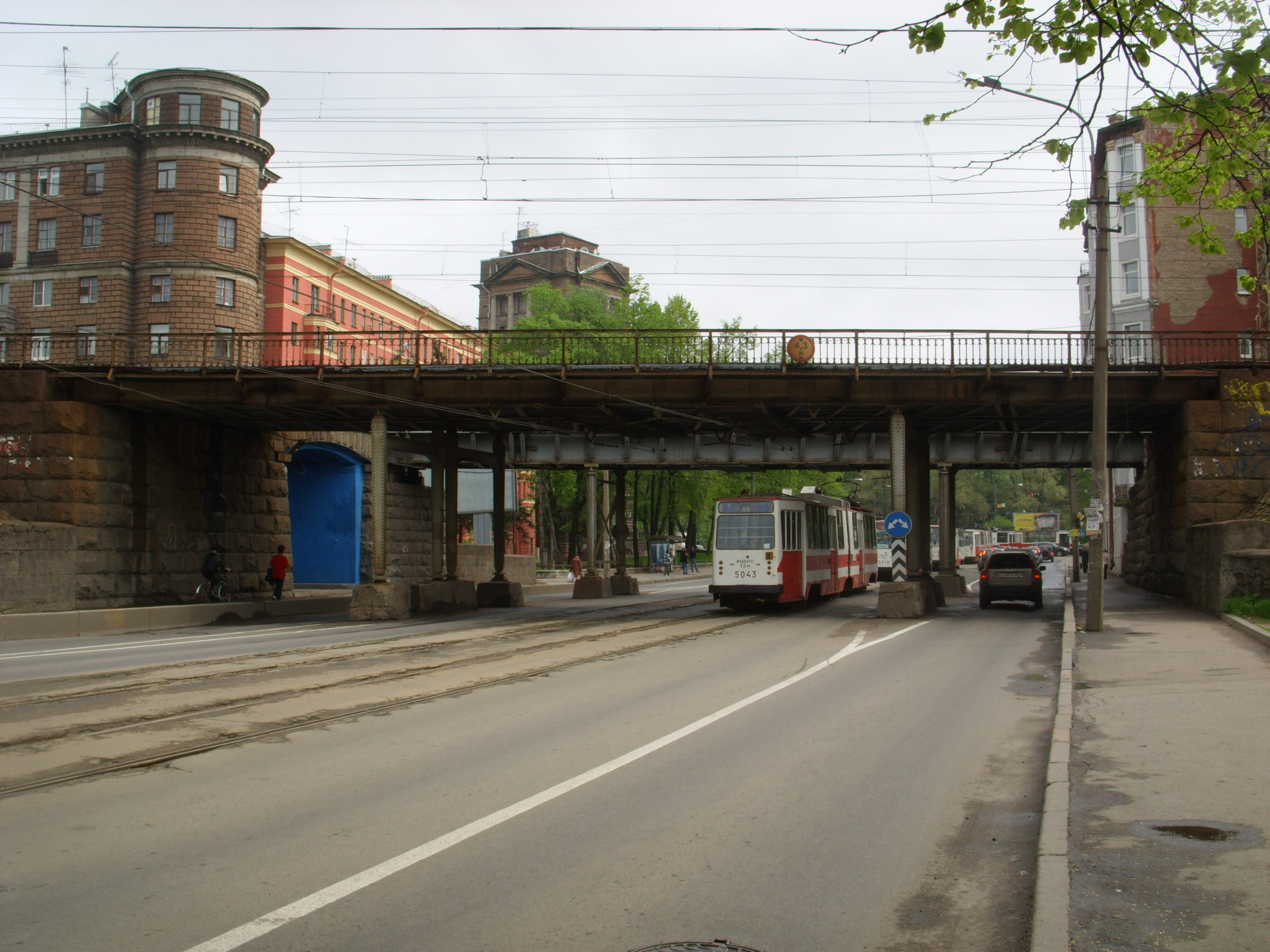
Шляхопровід над Сердобольською вулицею
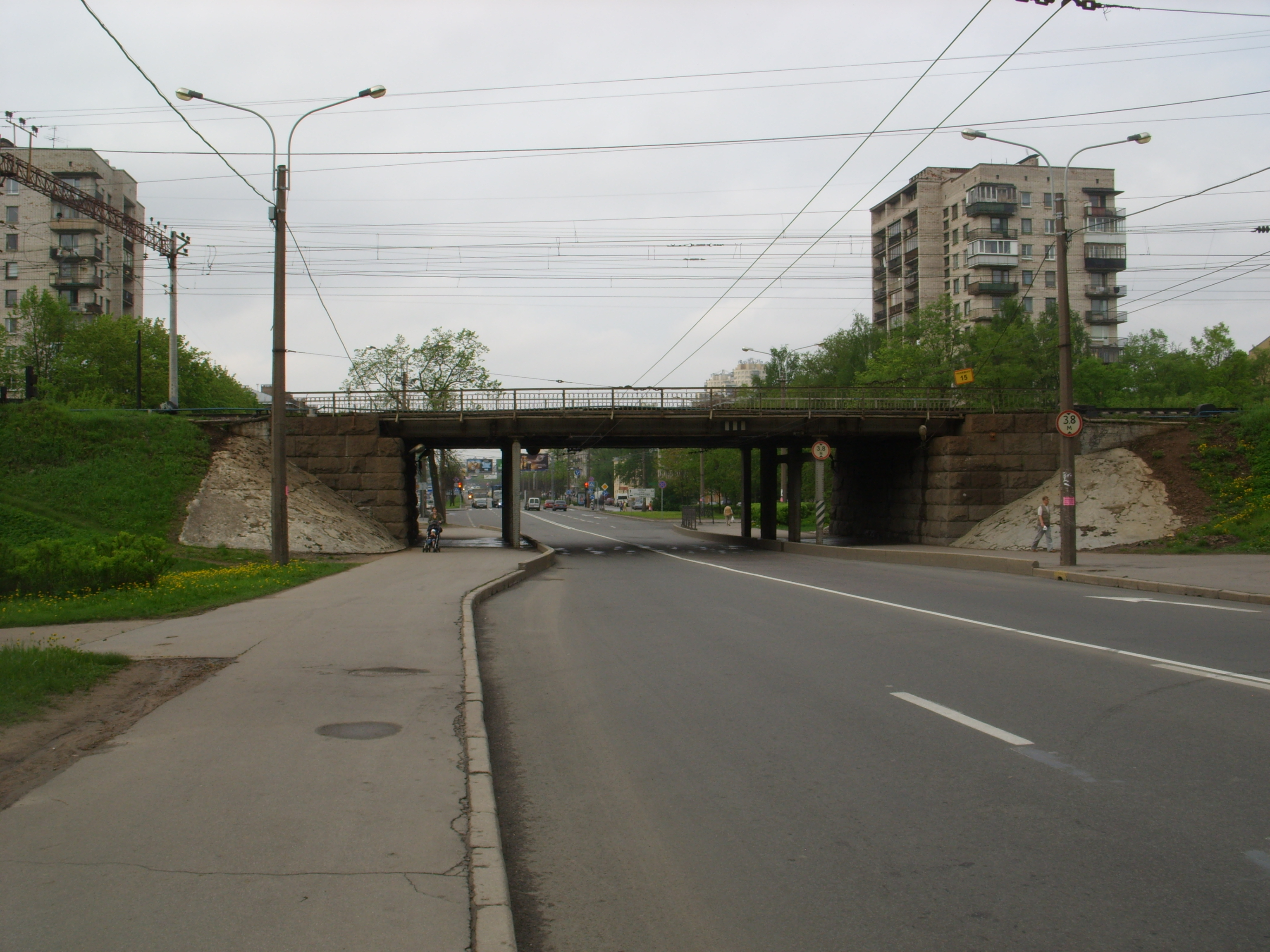
Шляхопровід над Ланським шосе
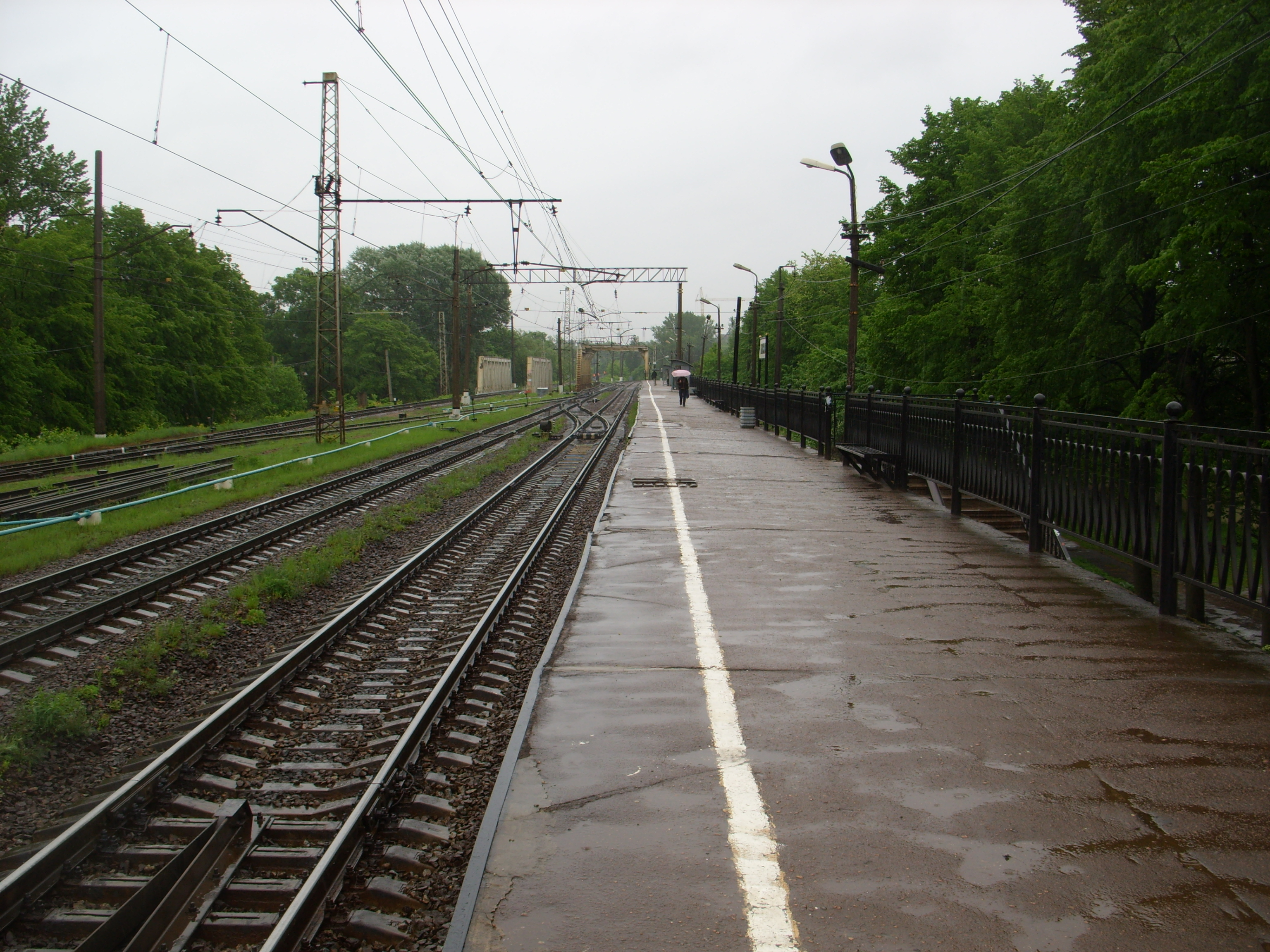
Платформа на Санкт-Петербург-Фінляндський
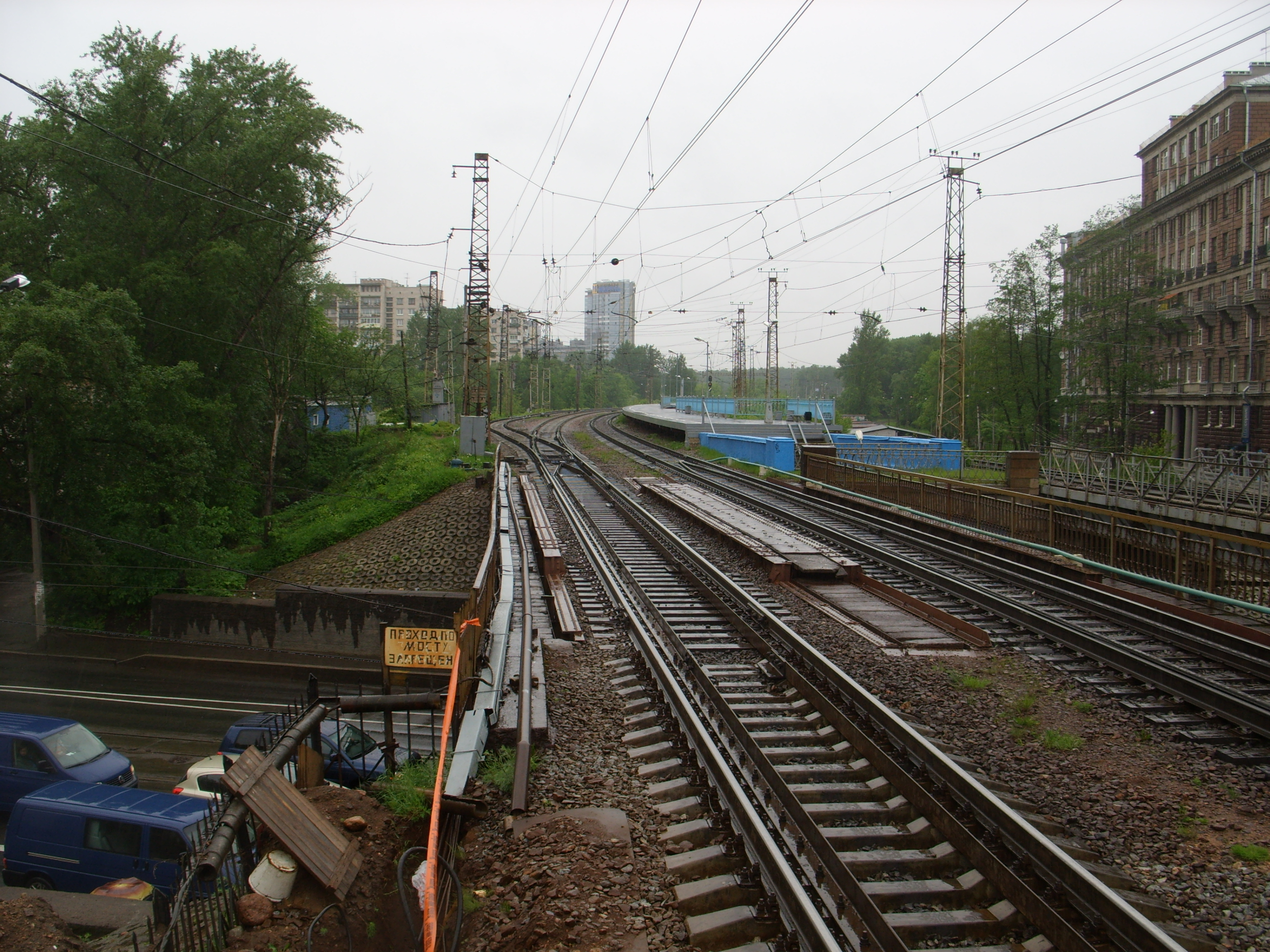
Шляхопровід над Сердобольською вулицею та платформа на Виборг і Сестрорецьк (за шляхопроводом)
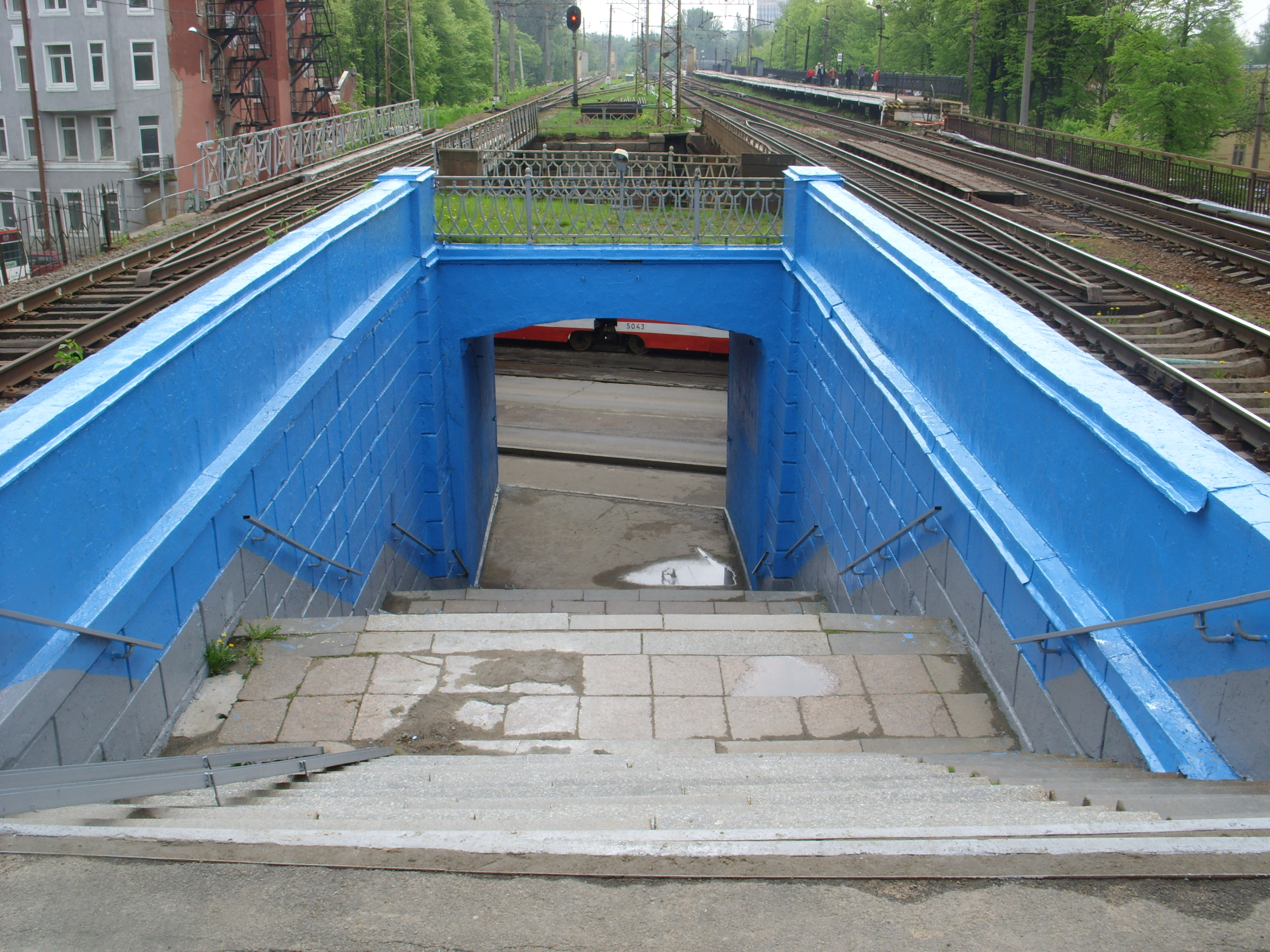
Сходи з Виборзької платформи на тротуар Сердобольської вулиці
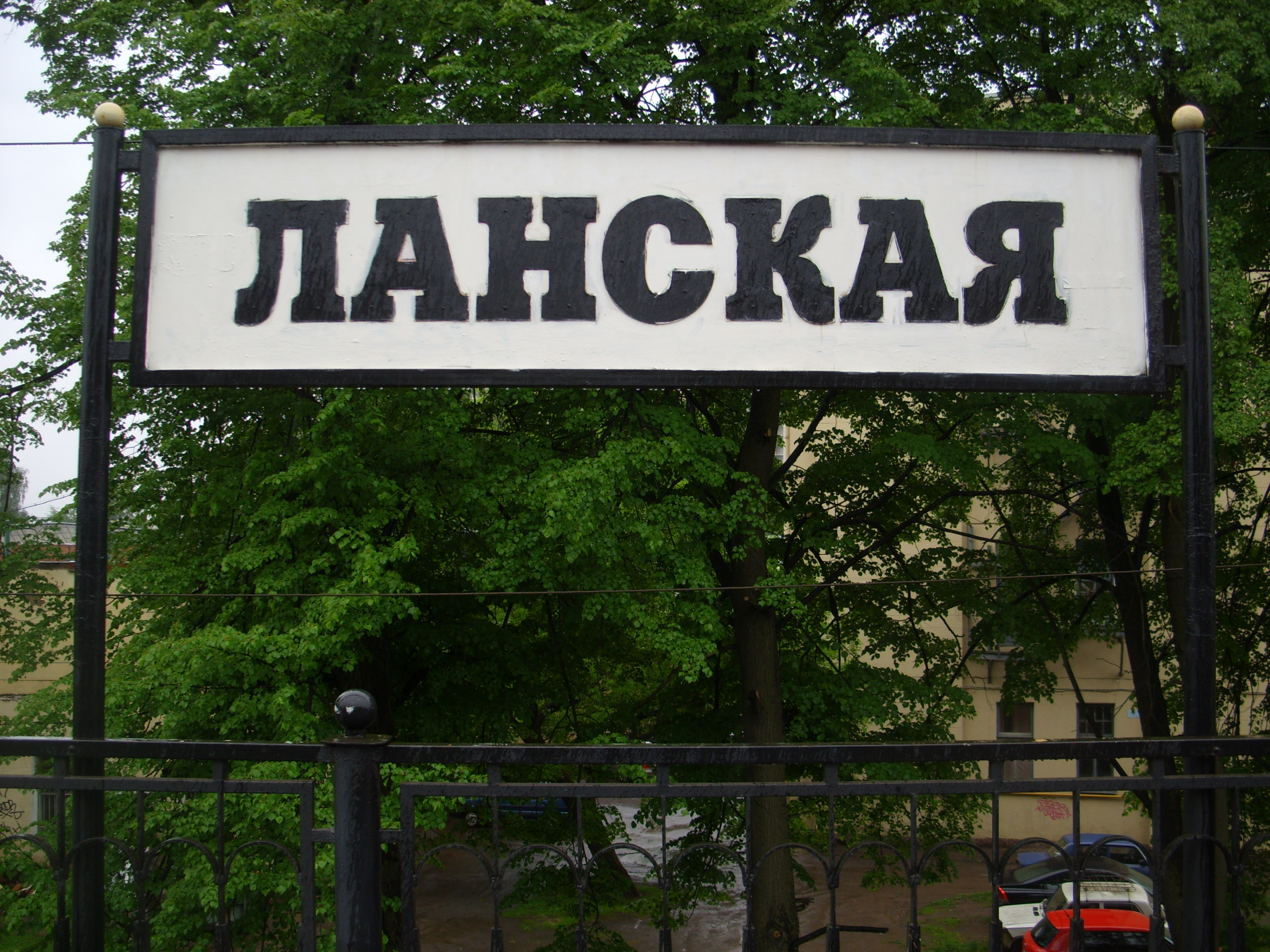
Покажчик старого зразка на платформі до Санкт-Петербург-Фінляндський, 2010 рік
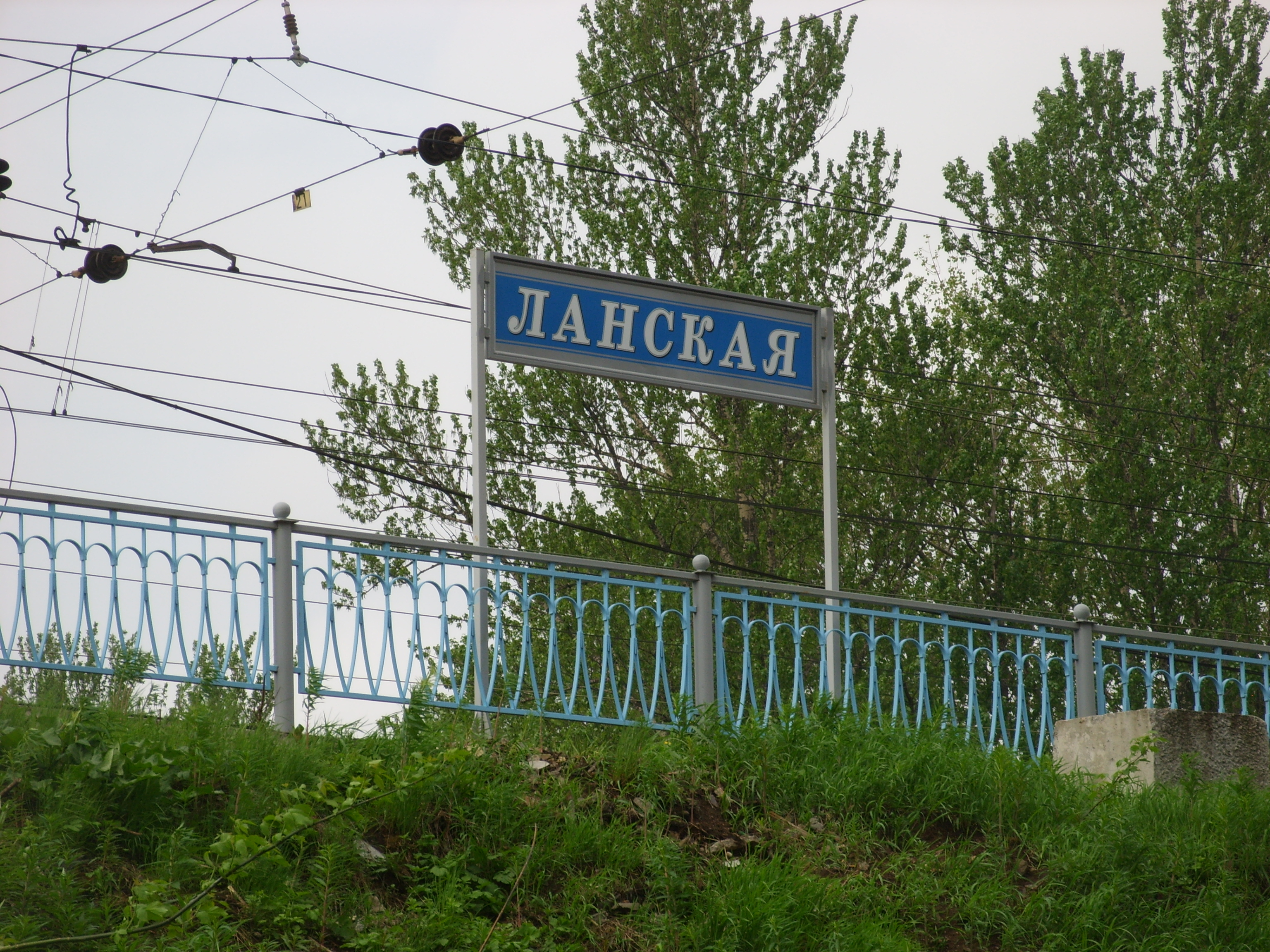
Покажчик на платформі на Виборг, 2010 рік
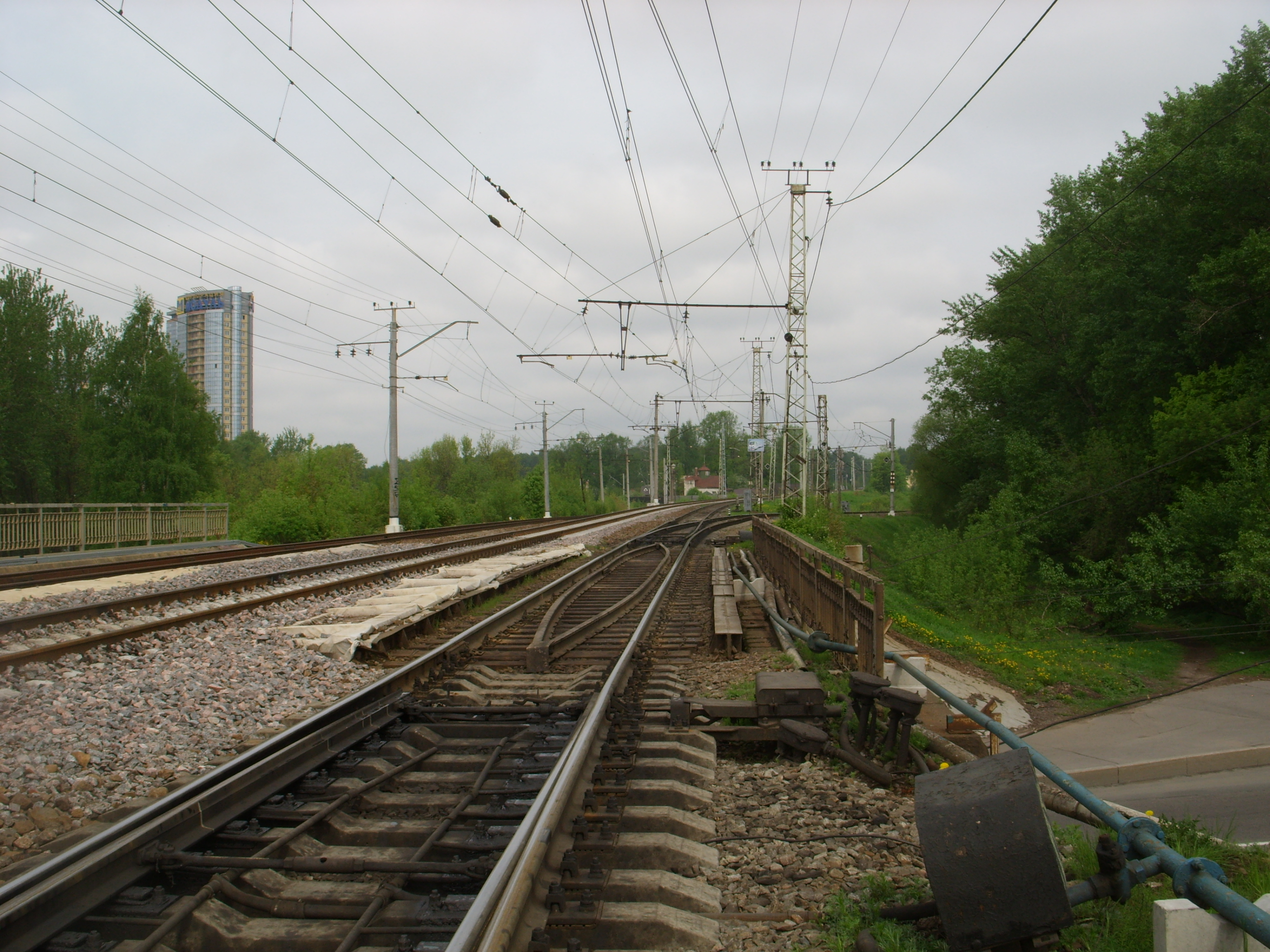
Колії по шляхопроводу над Ланським шосе. За шляхопроводом праворуч відгалужується непарна колія на Сестрорецьк. Крайня ліва колія — парна з Сестрорецька
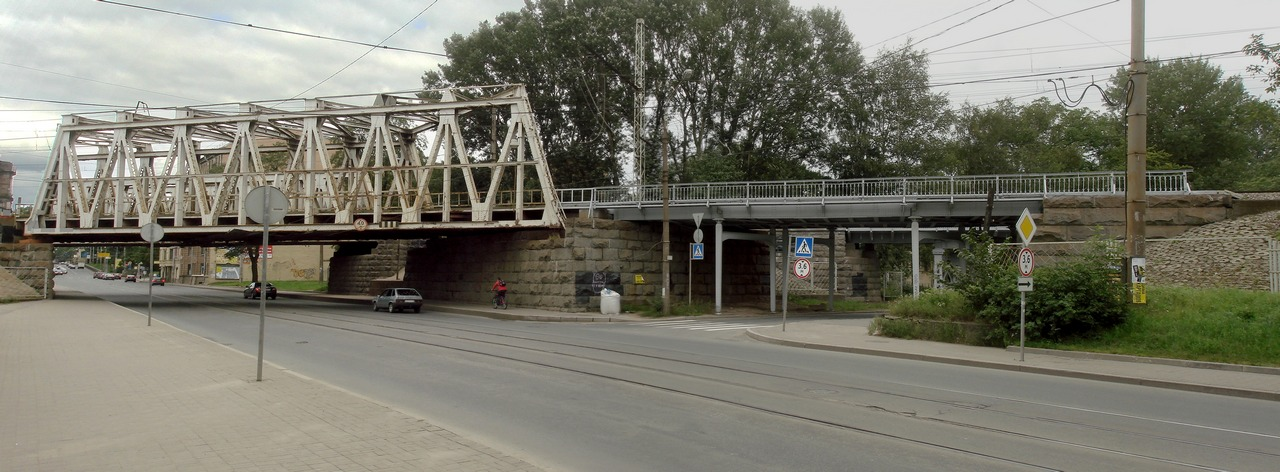
Мости через Великий Сампсоніївський проспект та Інститутський провулок в південній стороні станції